# Айяварі

Лотос — символ релігії айяварі

Айяварі, айяважі або айявалі, на Заході прийняте написання англ. Ayyavazhi, там. அய்யாவழி — «шлях батька» — релігійна дгармічна течія, що виникла в XIX ст. і поширена в Південній Індії, здебільшого серед тамілів і близькоспоріднених з ними народів. У Індії, як правило, розглядається як секта всередині індуїзму, однак відрізняється від індуїзму спрощеними ритуалами, набагато скромнішим оздобленням храмів, у яких не обов'язкові навіть зображення богів, й іншими уявленнями про силу богів після настання Калі Юґи.
Кількість прихильників айяварі, за різними оцінками, коливається від 1 до 8 мільйонів.